# Liste des lieux patrimoniaux du comté de Cumberland
Cet article recense les lieux patrimoniaux du comté de Cumberland en Nouvelle-Écosse inscrit au répertoire des lieux patrimoniaux du Canada, qu'ils soient de niveau provincial, fédéral ou municipal.

## Liste
- Haut – A
- B
- C
- D
- E
- F
- G
- H
- I
- J
- K
- L
- M
- N
- O
- P
- Q
- R
- S
- T
- U
- V
- W
- X
- Y
- Z

| [ 1 ] | Lieu patrimonial                                                       | Illustration                        | Municipalité        | Adresse                                 | Coordonnées      | No    | Constr. | Prot.                                 | Rec. | Notes |
| ----- | ---------------------------------------------------------------------- | ----------------------------------- | ------------------- | --------------------------------------- | ---------------- | ----- | ------- | ------------------------------------- | ---- | ----- |
| M     | Advocate United Church                                                 | Téléverser                          | Advocate Harbour    | 3680 Highway 209                        | 45.3352 -64.7807 | 11874 |         | Municipally Registered Property       | 1998 |       |
| M     | Dewis House                                                            | Téléverser                          | Advocate Harbour    | 3291 Highway 209                        | 45.3444 -64.7996 | 11319 |         | Municipally Registered Property       | 2001 |       |
| M     | 1 Ratchford Street                                                     | Téléverser                          | Amherst             | 1 Ratchford Street                      | 45.8342 -64.2111 | 8275  | 1906    | Municipally Registered Property       | 1991 |       |
| M     | 100 Victoria Street East                                               | 100 Victoria Street East            | Amherst             | 100 Victoria Street East                | 45.8344 -64.2127 | 14801 | 1906    | Municipally Registered Property       | 1983 |       |
| M     | 150 Church Street                                                      | Téléverser                          | Amherst             | 150 Church Street                       | 45.8285 -64.2018 | 8298  |         | Municipally Registered Property       | 1982 |       |
| M     | 177 Victoria Street East                                               | Téléverser                          | Amherst             | 177 Victoria Street East                | 45.8381 -64.2065 | 8257  | 1907    | Municipally Registered Property       | 1986 |       |
| M     | 233 Victoria Street East                                               | Téléverser                          | Amherst             | 233 Victoria Street East                | 45.8412 -64.1986 | 8255  |         | Municipally Registered Property       | 1989 |       |
| M     | 27 Victoria Street West                                                | Téléverser                          | Amherst             | 27 Victoria Street West                 | 45.8328 -64.2133 | 15656 |         | Municipally Registered Property       | 1989 |       |
| M     | 30 Hickman Street                                                      | Téléverser                          | Amherst             | 30 Hickman Street                       | 45.8234 -64.215  | 8259  |         | Municipally Registered Property       | 1999 |       |
| M     | 46 Victoria Street West                                                | Téléverser                          | Amherst             | 46 Victoria Street West; Amherst        | 45.8278 -64.2162 | 8254  |         | Municipally Registered Property       | 1987 |       |
| M     | 50 Victoria Street East                                                | Téléverser                          | Amherst             | 50 Victoria Street East                 | 45.8332 -64.2131 | 8263  | 1886    | Municipally Registered Property       | 1983 |       |
| M     | 54 Victoria Street East                                                | Téléverser                          | Amherst             | 54 Victoria Street East                 | 45.8333 -64.2131 | 8258  | 1888    | Municipally Registered Property       | 1983 |       |
| M     | 60 Victoria Street East                                                | Téléverser                          | Amherst             | 60 Victoria Street East                 | 45.8335 -64.2129 | 8262  | 1846    | Municipally Registered Property       | 1983 |       |
| M     | 66 Victoria Street East                                                | Téléverser                          | Amherst             | 66 Victoria Street East                 | 45.8337 -64.2128 | 8260  | 1895    | Municipally Registered Property       | 1983 |       |
| M     | 79 Victoria Street East                                                | Téléverser                          | Amherst             | 79 Victoria Street East                 | 45.8339 -64.2126 | 8261  | 1907    | Municipally Registered Property       | 1985 |       |
| M     | 91 Victoria Street East                                                | Téléverser                          | Amherst             | 91 Victoria Street East                 | 45.8342 -64.2124 | 8256  | 1897    | Municipally Registered Property       | 1992 |       |
| M     | 96 Church Street                                                       | Téléverser                          | Amherst             | 96 Church Street                        | 45.8312 -64.2079 | 15306 |         | Municipally Registered Property       | 1986 |       |
| P     | Amherst Dominion Public Building                                       | Téléverser                          | Amherst             | 98 East Victoria Street                 | 45.8342 -64.2128 | 14641 | 1936    | Provincially Registered Property      | 2004 |       |
| M     | Little Red Schoolhouse                                                 | Téléverser                          | Amherst             | 571 Highway 6                           | 45.8496 -64.1792 | 11002 |         | Municipally Registered Property       | 2001 |       |
| F     | Manège militaire                                                       | Téléverser                          | Amherst             |                                         | 45.8341 -64.2082 | 9708  | 1915    | Recognized Federal Heritage Building  | 1990 |       |
| P     | Old Amherst Post Office                                                | Téléverser                          | Amherst             | 50 East Victoria Street                 | 45.8331 -64.2136 | 7268  | 1886    | Provincially Registered Property      | 1996 |       |
| P     | The Bank of Montreal Building                                          | Téléverser                          | Amherst             | 100 Victoria Street; Amherst            | 45.8344 -64.2127 | 6497  | 1904    | Provincially Registered Property      | 1996 |       |
| F     | VIA Rail/Canadien National, gare de                                    | VIA Rail/Canadien National, gare de | Amherst             | Station Street                          | 45.83 -64.212    | 4564  | 1908    | GFP                                   | 1992 |       |
| P     | Victoria                                                               | Téléverser                          | Amherst             | 177 Victoria Street                     | 45.8379 -64.2062 | 7289  | 1907    | Provincially Registered Property      | 1990 |       |
| M     | Amherst Point Baptist Church                                           | Téléverser                          | Amherst Point       | 908 Southampton Road                    | 45.7982 -64.2595 | 10996 | 1853    | Municipally Registered Property       | 1992 |       |
| F     | Fort Lawrence                                                          | Fort Lawrence                       | Cumberland          |                                         | 45.8478 -64.2618 | 13271 | 1750    | Lieu historique national              | 1923 |       |
| P     | Cannon House                                                           | Téléverser                          | Diligent River      | 10215 Highway 209                       | 45.4127 -64.4575 | 7814  |         | Provincially Registered Property      | 1989 |       |
| P     | Fort Lawrence Terminus                                                 | Fort Lawrence Terminus              | Fort Lawrence       | Fort Lawrence Road; Route 4             | 45.8401 -64.267  | 7832  | 1891    | Provincially Registered Property      | 1985 |       |
| F     | Beaubassin                                                             | Beaubassin                          | Fort Lawrence       | Highway 4                               | 45.8481 -64.2666 | 13964 |         | LHN                                   | 2005 |       |
| M     | Warren Baptist Church                                                  | Téléverser                          | Hastings            | 56 Hastings Cross Rd                    | 45.8446 -64.1246 | 11195 |         | Municipally Registered Property       | 2001 |       |
| P     | Falaises fossilifères de Joggins                                       | Falaises fossilifères de Joggins    | Joggins             | 100 Main St                             | 45.6919 -64.4436 | 14787 |         | Special Place                         | 1980 |       |
| M     | Hanna House                                                            | Téléverser                          | Lakelands           | 5755 Highway 2                          | 45.4883 -64.3505 | 11913 |         | Municipally Registered Property       | 2001 |       |
| M     | Renwick United Church                                                  | Téléverser                          | Linden              | 6429 Highway 6                          | 45.8791 -63.8363 | 15223 | 1865    | Municipally Registered Property       | 1990 |       |
| P     | Stone House                                                            | Téléverser                          | Lower Gulf Shore    | Gulf Shore Road                         | 45.8752 -63.5229 | 7282  | 1833    | Provincially Registered Property      | 1990 |       |
| M     | Howard House                                                           | Téléverser                          | Middleboro          | 216 Fountain Road                       | 45.7522 -63.5679 | 11318 | 1872    | Municipally Registered Property       | 1995 |       |
| M     | A.T. Seaman House                                                      | A.T. Seaman House                   | Minudie             | 5355 Barronsfield Road                  | 45.7729 -64.3395 | 11862 | 1843    | Municipally Registered Property       | 1991 |       |
| P     | Amos Thomas Seaman House                                               | Amos Thomas Seaman House            | Minudie             | Barronsfield Road                       | 45.7738 -64.3398 | 7815  | 1843    | Provincially Registered Property      | 1992 |       |
| M     | King Seaman Church                                                     | King Seaman Church                  | Minudie             | 5508 Barronsfield Road                  | 45.7754 -64.3473 | 11253 |         | Municipally Registered Property       | 1999 |       |
| P     | King Seaman Church                                                     | King Seaman Church                  | Minudie             | 5508 Barronsfield Road                  | 45.7756 -64.3481 | 7720  |         | Provincially Registered Property      | 2003 |       |
| P     | Minudie School Museum                                                  | Minudie School Museum               | Minudie             | 5518 Barronsfield Road                  | 45.7756 -64.3488 | 7723  | 1847    | Provincially Registered Property      | 1999 |       |
| P     | St. Denis Church                                                       | St. Denis Church                    | Minudie             | 5534 Barronsfield Road                  | 45.7756 -64.3499 | 7264  | 1848    | Provincially Registered Property      | 1993 |       |
| F     | Bâtiment 16                                                            | Téléverser                          | Nappan              | Highway 302                             | 45.759 -64.2391  | 11260 | 1892    | Recognized Federal Heritage Building  | 2000 |       |
| P     | Mullins Point Upper Range Lighthouse                                   | Téléverser                          | North Wallace       | North Wallace Road                      | 45.8243 -63.4435 | 7090  | 1894    | Provincially Registered Property      | 1990 |       |
| M     | Civic Building                                                         | Téléverser                          | Parrsboro           | 4030 Eastern Ave                        | 45.4062 -64.3252 | 7016  |         | Municipally Registered Property       | 1987 |       |
| P     | Manning Block                                                          | Téléverser                          | Parrsboro           | 151 Main Street                         | 45.4033 -64.327  | 6847  |         | Provincially Registered Property      | 1996 |       |
| M     | Old Post Office                                                        | Old Post Office                     | Parrsboro           | 168 Main Street                         | 45.4036 -64.3266 | 7017  |         | Municipally Registered Property       | 1986 |       |
| P     | Ottawa House                                                           | Ottawa House                        | Parrsboro           | 1155 Whitehall Road                     | 45.3752 -64.3294 | 13852 |         | Provincially Registered Property      | 2007 |       |
| M     | Ottawa House                                                           | Téléverser                          | Parrsboro           | 1155 Whitehall Road; Partridge Island   | 45.3752 -64.3294 | 7019  |         | Municipally Registered Property       | 1992 |       |
| M     | St. George's Anglican Church                                           | St. George's Anglican Church        | Parrsboro           | 216 Main Street                         | 45.4046 -64.3263 | 7018  |         | Municipally Registered Property       | 1987 |       |
| P     | Acadia Lodge No. 13 A.F. & A.M.                                        | Téléverser                          | Pugwash             | 14 Victoria Street                      | 45.8503 -63.662  | 10939 |         | Provincially Registered Property      | 2008 |       |
| M     | Acadia Lodge No.13 A.F. & A.M.                                         | Téléverser                          | Pugwash             | 14 Victoria Street                      | 45.8501 -63.6628 | 12775 |         | Municipally Registered Property       | 2001 |       |
| M     | Melville United Church Cemetery                                        | Téléverser                          | Pugwash             | 2036 Gulf Shore Road; RR #2             | 45.522 -63.3358  | 11806 | 1854    | Municipally Registered Property       | 1990 |       |
| P     | Pugwash Train Station                                                  | Pugwash Train Station               | Pugwash             | 10222 Durham Street; Pugwash            | 45.85 -63.6607   | 14921 | 1892    | Provincially Registered Property      | 2009 |       |
| M     | Pugwash Train Station                                                  | Pugwash Train Station               | Pugwash             | 10222 Durham Street                     | 45.85 -63.6607   | 11803 |         | Municipally Registered Property       | 1996 |       |
| F     | Thinkers' Lodge                                                        | Thinkers' Lodge                     | Pugwash             | 247 Water Street                        | 45.8534 -63.665  | 12561 | 1899    | LHN                                   | 2008 |       |
| M     | River Philip United Church                                             | River Philip United Church          | River Philip        | 2808 Wyvern Road                        | 45.6606 -63.9058 | 11856 | 1862    | Municipally Registered Property       | 1992 |       |
| M     | Lorne Smith House                                                      | Téléverser                          | Southampton         | 11 Highway 302                          | 45.5963 -64.2483 | 11317 | 1845    | Municipally Registered Property       | 1991 |       |
| M     | Spencer's Island Lighthouse                                            | Spencer's Island Lighthouse         | Spencers Island     | Spencer's Beach Road                    | 45.354 -64.7129  | 11808 | 1904    | Municipally Registered Property       | 1992 |       |
| F     | Exploitation houillère de Springhill                                   | Téléverser                          | Springhill          | Industrial Park Drive Memorial Crescent | 45.64472 -64.065 | 17988 | 1873    | LHN                                   | 1998 |       |
| P     | Lamp Cabin Building                                                    | Téléverser                          | Springhill          | 31 Industrial Park Drive                | 45.6451 -64.0645 | 9809  |         | Provincially Registered Property      | 1998 |       |
| F     | Ferme expérimentale de Nappan, édifice des céréales-plates fourragères | Téléverser                          | Subdistrict B       | , Cumberland                            | 45.759 -64.239   | 2010  | 1935    | Recognized Federal Heritage Building  | 2002 |       |
| F     | Lieu historique national du Canada de la Maison-Chapman                | Téléverser                          | Subdistrict C       | Chapman Road, Cumberland                | 45.8747 -64.246  | 7568  | 1780    | National Historic Site of Canada      | 1968 |       |
| F     | Phare                                                                  | Téléverser                          | Subdistrict C       |                                         | 45.962 -63.866   | 9682  | 1890    | Édifice fédéral du patrimoine reconnu | 1991 |       |
| P     | Tidnish Dock Site                                                      | Tidnish Dock Site                   | Tidnish             | Route 366 at Tidnish Cross Roads        | 45.9978 -64.0079 | 7830  | 1891    | Provincially Registered Property      | 1985 |       |
| P     | Tidnish Bridge                                                         | Tidnish Bridge                      | Tidnish Bridge      | Route 366                               | 45.9762 -64.0437 | 7831  | 1891    | Provincially Registered Property      | 1985 |       |
| M     | Church of the Good Shepherd                                            | Téléverser                          | Tidnish Cross Roads | 842 Tidnish Head Road                   | 45.994 -64.0106  | 11001 | 1892    | Municipally Registered Property       | 1991 |       |
| M     | Trueman House                                                          | Téléverser                          | Truemanville        | 2721 Highway 6                          | 45.8645 -64.0499 | 11493 |         | Municipally Registered Property       | 2002 |       |
| P     | Saint Matthew's Presbyterian Church                                    | Téléverser                          | Wallace             | 3863 No. 307 Highway                    | 45.8126 -63.4733 | 8086  | 1828    | Provincially Registered Property      | 1995 |       |
| M     | St. Andrew's Anglican Church                                           | Téléverser                          | Wallace             | 13611 Highway 6                         | 45.811 -63.4948  | 11850 | 1856    | Municipally Registered Property       | 1998 |       |
| M     | Davison-Kennedy House                                                  | Téléverser                          | Wallace Bay         | 13440 Highway 6                         | 45.8113 -63.5016 | 11519 |         | Municipally Registered Property       | 2001 |       |
| P     | Wallace River Railway Swing Bridge                                     | Téléverser                          | Wallace River       | Route 6; Wallace River                  | 45.7924 -63.5325 | 6941  |         | Provincially Registered Property      | 2004 |       |
| M     | Port Greville Lighthouse                                               | Téléverser                          | Wards Brook         | 8334 Highway 209                        | 45.4143 -64.5535 | 11321 | 1907    | Municipally Registered Property       | 2001 |       |
| M     | Wentworth United Baptist Church                                        | Téléverser                          | Wentworth           | 13755 Highway 4                         | 45.6461 -63.5512 | 11315 | 1874    | Municipally Registered Property       | 1992 |       |
| M     | Wentworth Valley Schoolhouse                                           | Téléverser                          | Wentworth           | 80 Barclay Road                         | 45.6059 -63.562  | 11316 | 1903    | Municipally Registered Property       | 2003 |       |